# Apalone
Apalone är ett släkte av sköldpaddor. Apalone ingår i familjen lädersköldpaddor.

## ArterenligtCatalogue of Life[1]
- Apalone ferox
- Apalone mutica
- Apalone spinifera